# Avalon

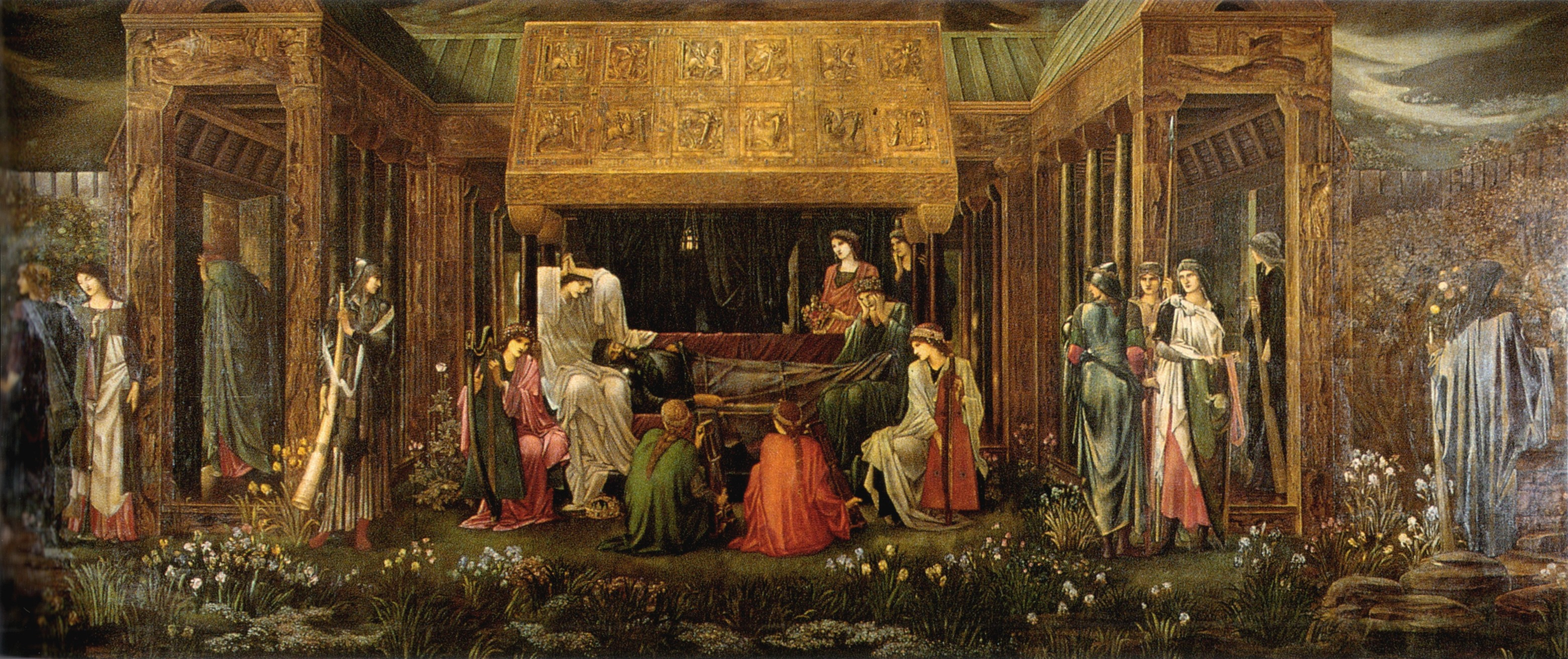
The Last Sleep of Arthur in Avalon di Edward Burne-Jones.

Avalon è un'isola leggendaria, facente parte del ciclo letterario legato al mito di re Artù. Il nome è forse legato alla fertilità di questa terra, che secondo alcuni significherebbe "isola delle mele" (gallese Afal, bretone Aval). Infatti la mela, nella tradizione druidica, è un frutto strettamente connesso all'Altro Mondo, ed Avalon è considerata appunto la sede dell'Altro Mondo.

## Storia
Il primo documento scritto che ci parla di Avalon dandole il significato di Isola delle Mele si trova nella Historia Regum Britanniae di Goffredo di Monmouth; questa è la traduzione più probabile, visto che in bretone e in cornico il termine usato per indicare mela è Aval, mentre in gallese è Afal, pronunciato aval. Inoltre, il concetto di una "isola dei beati", posta nell'estremo occidente (il luogo del tramonto) è presente anche altrove nella mitologia indoeuropea, in particolare nel Tír na nÓg e nel mito delle greche Esperidi (anche queste ultime famose per le loro mele).
Secondo alcune leggende (cfr. il poeta Robert de Boron), Avalon sarebbe il luogo visitato da Gesù e da Giuseppe di Arimatea e quello dove proprio Giuseppe di Arimatea, dopo aver raccolto il sangue di Cristo in una coppa di legno (il Sacro Graal), si rifugiò, fondando anche la prima chiesa della Britannia. Sarebbe anche il luogo in cui sarebbe sepolto re Artù, trasportato nell'isola su una barca guidata dalla sorellastra, la Fata Morgana. Secondo la leggenda, Artù riposerebbe sull'isola, in attesa di tornare nel mondo quando questo ne sentirà nuovamente il bisogno. L'isola di Avalon veniva chiamata anche in Gallese "Ynys wydryn" (cioè "isola di vetro") per l'abbondanza di guado, pianta che sfuma sull'azzurro e che i guerrieri celti utilizzavano per tingersi la faccia per andare in battaglia.

## Collocazione
Per alcuni Avalon andrebbe identificata con Glastonbury. A partire dagli inizi dell'XI secolo prese corpo la tradizione secondo cui Artù sarebbe sepolto nella Glastonbury Tor, che in passato era circondata dall'acqua, proprio come un'isola. Durante il regno di Enrico II, secondo il cronista Giraldo Cambrense e altri, l'abate Enrico di Blois commissionò una ricerca, che, a una profondità di 5 metri, avrebbe portato alla luce un enorme tronco di quercia o una bara con un'iscrizione: "Qui giace sepolto l'inclito re Artù nell'isola di Avalon". I resti furono sotterrati di nuovo davanti all'altare maggiore, nell'abbazia di Glastonbury, con una grande cerimonia, a cui parteciparono anche re Edoardo I e la sua regina. Il luogo divenne meta di pellegrinaggio fino al periodo della Riforma protestante. Comunque, la leggenda di Glastonbury è considerata falsa e veniva utilizzata come propaganda per favorire un pellegrinaggio e raccogliere denaro per la ricostruzione del monastero.
Secondo la maggior parte delle fonti, come Gervasio di Tilbury e Floriant et Florete, l'isola di Avalon sarebbe la Sicilia. Secondo altre teorie, Avalon sarebbe invece l'Île Aval o Daval, sulla costa della Bretagna, oppure Burgh-by-Sands, nel Cumberland, che al tempo dei romani era il fortilizio di Aballava, lungo il Vallo di Adriano, e vicino Camboglanna, al di sopra del fiume Eden, ora Castlesteads. Per una coincidenza, il sito dell'ultima battaglia di Artù si sarebbe chiamato Camlann. Per altri Avalon sarebbe da ubicare sul Monte di San Michele, in Bretagna, che si trova vicino ad altre località associate con le leggende arturiane. Questo monte è in realtà un'isola, che si può raggiungere quando c'è bassa marea. La questione è confusa a causa di leggende simili e toponimi presenti in Bretagna.

## Avalon nella cultura moderna

### Letteratura
- Nel lai Lanval di Maria di Francia, il cavaliere si innamora di una fata e dopo aver sperimentato l'ingratitudine della corte arturiana, decide di abbandonare il mondo degli uomini per andare a vivere nell'isola incantata con la sua amata.
- Nella saga de I Leggendari, dei ragazzi frequentano un'accademia su Avalon.
- Nella canzone di gesta La Bataille Loquifer il gigante Rainouart arriva all'isola di Avalon grazie all'aiuto di tre fate. Qui incontra re Artù, il quale gli chiede come prova del proprio coraggio di affrontare il mostro Chapalù. Morgana, la fee a vis cler, invaghitasi del cavaliere, giacerà con lui e dalla loro unione nascerà il mostro Corbon (fratellastro di Maillefer), che ricomparirà in seguito ne Les Enfances Renier.
- Ciclo di Avalon - ciclo di romanzi fantasy di Marion Zimmer Bradley che ha avuto grande successo ed influenza soprattutto nel contesto del Neopaganesimo.
- Nel manga di Nao Kodaka e Rika Tanaka Kilala Princess, Avalon è la città dalla quale proviene la protagonista, Kilala Reno.
- Nella saga Wings di Aprilynne Pike (Wings, Spells, Illusions, Destined) la protagonista, Laurel, è una fata proveniente da Avalon, messa nel mondo degli umani per salvaguardare il regno fatato.
- Nella saga I Leggendari di Angy Pendrake.

### Musica
- I Roxy Music hanno intitolato Avalon la loro canzone inserita nell'omonimo LP Avalon del 1982.
- Avalon è il titolo della prima traccia dell'album Empire of the Undead (2014) della band tedesca Gamma Ray.
- Una canzone dei Bad Religion dall'album The Dissent of Man dell'anno 2010 si intitola Avalon.[3]
- Una canzone degli Iron Maiden dell'album Final Frontier si intitola Isle of Avalon.
- Il quinto disco in studio di Cyndi Lauper, pubblicato nel 1997, si intitola Sisters of Avalon, che è anche il titolo della prima canzone del disco.
- Una canzone dei Cradle of Filth del loro secondo album Dusk... and Her Embrace si intitola Haunted Shores in riferimento ad Avalon e alle leggende legate a questo posto mistico.
- La traccia finale di Ágætis byrjun, album dei Sigur Rós, è intitolata Avalon.
- Una canzone della band metal giapponese Mejibray si chiama Avalon.
- Una canzone dell'Album Under a Violet Moon della Rock band britannica Blackmore's Night è intitolata Avalon.
- Avalon è stata di ispirazione per il titolo di un album del gruppo musicale Roxy Music intitolato appunto Avalon, e per il cantante Kenny Loggins di cui uno dei suoi album riporta il titolo Back to Avalon.
- Sempre nella musica, Avalon è anche il titolo di una canzone cantata da Lene Marlin e i Lovebugs.
- I Led Zeppelin in una loro canzone intitolata The Battle of Evermore in Led Zeppelin IV citano Avalon.
- Un album di Van Morrison del 1989 è intitolato Avalon Sunset.
- Un brano del cantautore e chitarrista canadese Bruce Cockburn è intitolato "Avalon, My Hometown" dall'album raccolta Rarities del 2022.
- Stones of Avalon è una canzone dell'album Unicorn dei Tyrannosaurus Rex.
- I Red Hot Chili Peppers intitolarono una loro canzone Rivers Of Avalon.
- Alberto Fortis ha scritto una canzone che parla di Avalon, tratta da Fiori sullo schermo futuro.
- Il progetto della opera metal Avantasia della band Power metal Edguy prende il suo nome da Fantasia e appunto Avalon.
- Il cantante dei Godsmack Sully Erna ha scritto una canzone che dà il titolo al album Avalon.
- Avalon è anche la dodicesima canzone dell'album Excalibur del gruppo power metal Grave Digger.
- Avalon è una canzone presente nel CD At your inconvenience, del rapper londinese Professor Green.
- Walking in Avalon è il titolo di un album del cantante texano Christopher Cross, uscito nel 1998, edito dalla CMC International Record.
- Avalon viene citata nella canzone A Past and Future Secret della band power metal Blind Guardian.
- Avalon è un brano presente nell'album World On Fire di Slash (featuring Myles Kennedy & The Conspirators).
- Un ironico riferimento all'isola e alle leggendarie nebbie che la circondano compare nella canzone Grezzo di Gué Pequeno, contenuta nell'album Ragazzo d'oro.
- Il rapper John Princekin, del collettivo 16 barre, cita l'Avalon nel brano La Quercia Dorata.
- il musicista inglese Rick Wakeman la cita in The Myths and Legends of King Arthur and the Knights of the Round Table
- il rapper Nefos, membro dei Nefos, intitola una canzone Avalon nel suo primo drive W.I.P.
- Avalon è una canzone dell'album "The ballad of Darren" dei Blur (2023).
- Avalon è la sesta traccia dell'album "Regenerator" dei King Buffalo (2022).
- Avalon è il titolo di un famoso pezzo del cantante e musicista britannico Bryan Ferry.
- Avalon è il titolo di un brano di DPR Ian quinta traccia del suo secondo album “Moodswing In To Order” (2022).
- Avalon è il titolo di un brano di Alan Walker sesta traccia del suo album "Walkerworld 2.0" (2025).

### Altro
- Ad Avalon è stato intitolato l'Avalon Chasma su Mimante.
- Nel gioco Wizard101, Avalon è uno dei tanti mondi della spirale ispirato appunto alla leggendaria isola con i vari cavalieri e Re Artù nel gioco "Artorius".
- La trama del videogioco Tomb Raider: Legend ruota attorno a degli altari di pietra sparsi per il mondo che altro non sono che dei portali dimensionali per Avalon. Questi possono essere attivati soltanto grazie alla mitica spada Excalibur, della quale successivamente si scopre esisterne diverse copie in quantità pari al numero di questi portali dimensionali. Nel successivo Tomb Raider: Underworld, Avalon viene fatta coincidere con Helheim, uno dei nove mondi sotterranei della mitologia norrena.
- Nel videogioco Ace Combat: The Belkan War la valle che precede la diga in cui si trova il supermissile V-2 si chiama appunto Avalon.
- Nel film Dragonheart (1996) diretto da Rob Cohen, il frate Gilbert incontra Bowen mentre peregrina sognando di raggiungere Avalon. Tempo dopo, in fuga a seguito di una truffa finita male, Draco trasporta Bowen, Kara e il frate Gilbert proprio sull'isola di Avalon. Quella stessa sera uno sfuduciato Bowen, rimasto solo in mezzo alla pioggia al centro del sepolcro di Artù e dei suoi cavalieri, ha una visione del grande Re Artù, che gli ricorda il valore e il significato del suo titolo di cavaliere grazie alle parole dell'Antico Codice.
- Avalon è un film diretto da Mamoru Oshii nel 2001; nel film il gioco di guerra intorno a cui si svolgono le vicende è a sua volta chiamato Avalon.
- Avalon, in Fate/stay night è il fodero di Excalibur, la spada sacra di Saber, che è contenuto dentro Shirō Emiya. Chiamato anche "La lontana terra ideale", nello scenario Fate svolgerà un ruolo cruciale nella battaglia finale. Inoltre nel mobile game Fate/Grand Order il "Giardino di Avalon" rappresenta il Noble Phantasm del servant di classe caster, Merlin.
- Nel manga e anime Code Geass: Lelouch of the Rebellion, l'Avalon è una nave bellica utilizzata da Britannia.
- Isola di Avalon è un gioco di ruolo online liberamente ispirato all'isola di Avalon.[4]
- Nel Ciclo di Corwin delle Cronache di Ambra di Roger Zelazny, Avalon è il mondo governato da Corwin prima di perdere la memoria, e di cui un'ombra sarà governata dal fratello Benedict.
- Nel film del 2016 Passengers, diretto da Morten Tyldum, l'astronave su cui viaggiano i due protagonisti (Aurora Lane, interpretata da Jennifer Lawrence e Jim Preston, interpretato da Chris Pratt) e in cui si svolge l'intera vicenda si chiama Avalon.
- Nel gioco di ruolo 7th sea compare come uno dei regni di Théah
- Il film di animazione Disney del 2022 Strange World - Un mondo misterioso (Strange World) diretto da Don Hall è ambientato nella terra denominata Avalonia
- In Warhammer 40.000, il primarca Lion El'Jonson, personaggio dalla storia molto legata ai miti arturiani, torna dopo dieci millenni di assenza e stabilisce il centro del proprio Protettorato presso il pianeta Avalus.[5]
- Microsoft diede il nome in codice Avalon al suo Windows Presentation Foundation